# Dangerous Beauty
Dangerous Beauty (Más fuerte que su destino en España; Amor prohibido en México) es un filme biográfico dramático de 1998, dirigido por Marshall Herskovitz. Es una adaptación de la  novela de no ficción The Honest Courtesan, de Margaret Rosenthal, sobre la vida de Verónica Franco (interpretada por Catherine McCormack), una cortesana veneciana del siglo XVI que se convierte en una heroína para su ciudad, pero más tarde se convierte en el objetivo de una inquisición por parte de la Iglesia por brujería.

## Sinopsis
En la Venecia del siglo XVI las cortesanas disfrutan de privilegios únicos: visten valiosos vestidos bordados en rojo, leen, componen poemas y música, y discuten asuntos de Estado con los hombres que gobiernan la República. Cuando Verónica Franco llega a edad casadera no puede casarse con su amor Marco Venier, quien, aunque es de noble cuna, está arruinado. Elige entonces convertirse en cortesana y endurecer su corazón para intentar, con su belleza e inteligencia, convertirse en la mejor.

## Argumento
Veronica Franco es una joven brillante, aventurera y curiosa que vive en Venecia. Su amor, Marco, que será senador como su padre, no puede casarse con ella porque la familia de Verónica es demasiado pobre; en su lugar, se casa con una noble extranjera.
Paola, la madre de Verónica, planea la seguridad financiera de su familia, ya que todavía necesita dotes para sus hijas menores y dinero para la comisión de su hijo. En lugar de ir a un convento, Paola le sugiere a Verónica que se convierta en cortesana, una prostituta culta y bien pagada como su madre y su abuela antes que ella.
Al principio, a Verónica le repugna la idea, pero una vez que descubre que a las cortesanas se les permite el acceso a bibliotecas y educación, acepta la idea con cautela. Al formarse bajo la tutela de su madre, Verónica aprende a seducir a los hombres sutilmente, incluso desde lejos.
Verónica impresiona a los hombres poderosos de Venecia con su belleza, ingenio y compasión, y rápidamente se gana una reputación como una gran cortesana. A Marco le resulta difícil adaptarse a su nueva esposa, que no se parece en nada a Verónica, y se pone celoso cuando Verónica toma a sus amigos y parientes como amantes.
El primo de Marco, Maffio, un pobre bardo que una vez fue eclipsado públicamente y luego rechazado por Verónica, la ataca por envidia. Tienen un duelo de palabras y espadas, después del cual Marco corre a ayudar a Verónica. Aunque Marco y Verónica reavivan su romance, ella se niega a dejar de ver clientes y aceptar su apoyo. Sin embargo, Verónica pasa mucho tiempo con Marco, descuidando su negocio e ignorando las advertencias de su madre de que esa relación es peligrosa para ella.
Estalla la Cuarta Guerra Otomano-Venecia (1570-73) y la ciudad pide ayuda a Francia. Para asegurar una alianza militar, Verónica se anima a seducir al Rey de Francia, cosa que ella hace.
Marco acusa a Verónica de disfrutar de ser cortesana e insinúa que debería haber rechazado al Rey a pesar del riesgo para Venecia. Verónica señala que ella sacrificó su amor por el bien de la ciudad, mientras que él solo lo hizo para proteger la posición política de su familia, por lo que Marco se va a la guerra enojado.
Verónica, que está mejor conectada y tiene más educación que las mujeres nobles que se quedaron atrás, es convocada para informarles del progreso de la guerra. Pronto expulsada de la reunión, ella y su amiga noble tienen una conferencia privada, donde se le pide que un día entrene a su hija para ser cortesana. Verónica señala que al final no es mucho más libre, ya que tiene que hacer planes para mantenerse a sí misma en su vejez.
Mientras los venecianos luchan en el mar, una plaga (enfermedad) golpea la ciudad. Los fanáticos religiosos toman la guerra y la plaga como castigo por la degradación moral de la ciudad, y la casa de Verónica es puesta en cuarentena y casi saqueada por una turba. Marco regresa antes de que Verónica sea acusada y justo antes de que Paola muera de peste.
Verónica es citada a comparecer ante la Inquisición acusada de brujería. Maffio, que ahora es monseñor, lidera las fuerzas contra Verónica, y Marco lo acusa de tener una vendetta personal contra ella. Marco declara que si ella es culpable, entonces él, junto con muchos otros presentes, es su cómplice. Incluso cuando parece que será ejecutada, Verónica se niega a nombrar a sus clientes. Marco avergüenza públicamente a los ministros y senadores venecianos para que admitan sus propios adulterios y pecados, poniéndose de pie en la asamblea para señalar su participación con Verónica. Desconcertado por la magnitud del pecado en la ciudad y reacio a atacar a tantos hombres poderosos, el Inquisidor retira los cargos de brujería.
Marco y Verónica fueron amantes el resto de sus días.

## Reparto
- Catherine McCormack - Verónica Franco.
- Rufus Sewell -  Marco Venier.
- Oliver Platt - Maffio Venier.
- Jacqueline Bisset - Paola Franco.
- Moira Kelly - Beatrice Venier.
- Fred Ward - Domenico Venier.
- Melina Kanakaredes - Livia.
- Naomi Watts - Giulia De Lezze.

## Recepción
El filme se estrenó en un pase limitado el 20 de febrero de 1998, y recibió críticas sobre todo positivas: un 69% en la clasificación de estrenos en la página web de crítica de cine Rotten Tomatoes. Jack Mathews, de Los Angeles Times, la describió como "a la vez bendita y maldita con inspiración." En su primera semana ganó, por sala, un promedio de $10,598 dólares, en diez salas de proyección. Se estima que se proyectó en 313 salas, pero en su trayectoria total no cumplió con las expectativas iniciales, pues ganó solo 4,5 millones en los Estados Unidos.